# Хајерсдорф
Хајерсдорф (њем. Heyersdorf) општина је у њемачкој савезној држави Тирингија. Једно је од 40 општинских средишта округа Алтенбургер Ланд. Према процјени из 2010. у општини је живјело 145 становника. Посједује регионалну шифру (AGS) 16077017.

## Географски и демографски подаци
Хајерсдорф се налази у савезној држави Тирингија у округу Алтенбургер Ланд. Општина се налази на надморској висини од 290 метара. Површина општине износи 3,8 km². У самом мјесту је, према процјени из 2010. године, живјело 145 становника. Просјечна густина становништва износи 38 становника/km².

## Међународна сарадња
| Мјесто | Држава   | Врста сарадње | Од    |
| ------ | -------- | ------------- | ----- |
|        | Чешка    | партнерство   | 2001. |
| Добеле | Летонија | партнерство   | 1993. |
| Извор  |          |               |       |